# Poldergemaal Nico Broekhuysen
Het Poldergemaal Nico Broekhuysen is een gemaal in Amsterdam Nieuw-West vlak bij Park de Kuil.
Het gemaal zorgt er in eerste instantie voor dat overtollig water uit het noordelijk deel van de Osdorper Binnenpolder gepompt wordt. Zij pompt het water naar een opvang bij de Osdorperweg, van daar uit wordt het geloosd op de Ringvaart Haarlemmermeer, vervolgens via Boezemgemaal Halfweg naar het Noordzeekanaal. Daarvoor is een debiet/maximale capaciteit beschikbaar van 0,45 m³/s. Ook verzorgt zij ook indirect de afvoer van water uit het hoge deel van de Osdorper Binnenpolder (zuidelijk deel van de polder) en regelt ook indien nodig watertoevoer van de noordelijke naar de zuidelijk polder. Hiervoor zijn vier pompen beschikbaar. Het ontwerp is van H.W. van der Laan BV Architekten- en Ingenieursbureau.
Het gemaal is vernoemd naar de Nico Broekhuysenweg, waaraan het gelegen is. De weg in het verlengde van de Van Karnebeekstraat bestaat al sinds eind jaren vijftig maar was aanvankelijk naamloos en kreeg bij een raadsbesluit op 10 juli 1970 zijn naam. De naamgever Nico Broekhuysen is de uitvinder van het korfbal. In deze omgeving zijn veel straten vernoemd naar sporters.